# Torn (Ava Max)
Torn è un singolo della cantante statunitense Ava Max, pubblicato il 19 agosto 2019 come terzo estratto dal primo album in studio Heaven & Hell.

## Descrizione
Il brano è stato scritto dalla stessa interprete con Sam Martin, Jim Lavigne, Madison Love, Thomas Eriksen, Henry Walter, e prodotto da quest'ultimo, in arte Cirkut. In Italia la canzone è stata scelta per una campagna pubblicitaria della Fiat 500X.

## Promozione
Max ha incluso Torn in un medley con Sweet but Psycho agli MTV Video Music Awards il 26 agosto 2019. Ha poi eseguito i due brani nell'ambito degli MTV Europe Music Awards a Siviglia il 3 novembre 2019 e al Jingle Bell Ball di Capital FM nel Regno Unito il 7 dicembre del medesimo anno.

## Video musicale
Il video musicale, a tema supereroi dei fumetti, è stato reso disponibile il 27 agosto 2019. È stato girato a Milano in quattro giorni e diretto da Joseph Kahn. Successivamente è uscita una seconda versione del video, non più in veste «comic».

## Tracce
Download digitale
1. Torn – 3:18

CD singolo (Germania, Austria e Svizzera)
1. Torn – 3:18
2. Salt – 3:00

## Formazione
- Ava Max – voce
- Cirkut – produzione, registrazione voce
- Thomas Eriksen – co-produzione
- Șerban Ghenea – missaggio
- John Hanes – assistenza al missaggio

## Classifiche

### Classifiche settimanali
| Classifica (2019-20) | Posizione massima |
| -------------------- | ----------------- |
| Austria              | 60                |
| Belgio (Vallonia)    | 23                |
| Croazia              | 17                |
| Francia              | 106               |
| Germania             | 59                |
| Islanda              | 21                |
| Italia               | 82                |
| Polonia              | 3                 |
| Regno Unito          | 87                |
| Romania              | 54                |
| Slovenia             | 7                 |
| Svizzera             | 28                |

### Classifiche di fine anno
| Classifica (2019) | Posizione |
| ----------------- | --------- |
| Polonia           | 45        |
| Classifica (2020) | Posizione |
| Slovenia          | 38        |